# Christian Ehlers Hertz
Christian Ehlers Hertz (28. marts 1795 i Nørhaa, Aalborg Stift—14. januar 1866 i Aarhus) var en dansk embedsmand, søn af J.M. Hertz.
Hertz blev student 1812, 1813 sekondløjtnant ved Kongens Regiment, 1814 ved Ingeniørkorpset, 1819 cand. jur., 1822 premierløjtnant, samme år byfoged og byskriver i Odense, 1829 herredsfoged og skriver i Nørre og Bølling Herreder, 1842 byfoged og byskriver i Frederikssund samt herredsfoged og skriver i Horns Herred, 1848 borgmester og auktionsdirektør i Aarhus, 1864 konferensråd. 1858—1861 var han medlem af Rigsdagen. 
Oprindelig samlet til eget brug udgav Hertz 1839 Bemærkninger til den første Bog af Kong Christian den Femtes danske Lov, hentede fra den senere Lovgivning, Collegie-Resolutioner og Skrivelser samt Lovkyndiges Skrifter, der efterfulgtes af tilsvarende bemærkninger til lovens øvrige fem bøger (II—VI, 1840-42). Han supplerede dette arbejde med et andet nyttigt samleværk Overdomstolenes Anvendelse og Fortolkning af en Del Lovsteder og Forordninger (I 1852, II 1—2, 1853, tillæg og register 1854 og 1861). 
Hertz omtales oftere i sin søster, fru Lucie Elise Fichs erindringer (Domprovsten i Roskilde, Clausen og Rist: "Memoirer og Breve" X 1909). "De rosværdige Egenskaber, Søsteren der tillægger Drengen og den unge Mand, lagde H. fuldt ud for Dagen i sin dygtige og almindelig paaskønnede Virksomhed baade som Dommer og kommunal Embedsmand", ifølge Frantz Dahl.